# 瓦什湖
62°9′57″N 34°26′45″E / 62.16583°N 34.44583°E
瓦什湖（俄语：Вашозеро），是俄羅斯的湖泊，位於該國西北部，由卡累利阿共和國負責管轄，長6.2公里、寬1.3公里，面積5.58平方公里，海拔高度114.5米，湖岸線長度15.2公里，集水區面積28.3平方公里，平均水深3米，最大水深12米。